# Renault TN
Renault TN var en serie af bybusser fra Renault Bus fremstillet i årene 1932 til 1969 i forskellige versioner. Motorprogrammet omfattede en benzinmotor på 7980 cm³ med 67 hk og en dieselmotor på 5600 cm³ med 90 hk.
Modellen blev hovedsageligt benyttet af det franske RATP (Autonome Paris Transport) i versionerne:
- TN6A: Version med åben bagperron. I tjeneste frem til 1969.
- TN6C1: Version til forstæderne med lukket bagperron og adgang gennem sidedøren. I tjeneste frem til 1959.
- TN6C2: Moderniseret version af TN6A, som blev introduceret i 1934 og med udtagelig forrude. I tjeneste frem til 1969.

- Renault TN4
- Renault TN6 med tagmonteret beholder til opbevaring af gas